# Obliczeniowiec

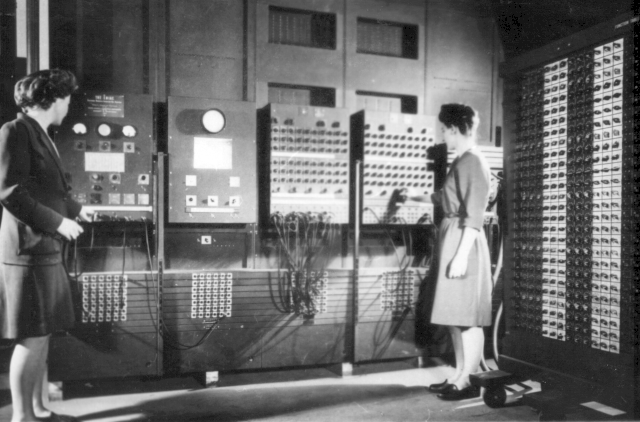
Betty Jean Jennings (z lewej) i Fran Bilas przy komputerze ENIAC (13 lipca 1945)

Obliczeniowiec (ang. computer) – w latach 40. i 50. XX wieku nazwa zawodu i określenie pracy, wykonywanej przede wszystkim przez kobiety, polegającej na obsłudze i programowaniu wczesnych maszyn liczących. Rzeczownik „komputer” w znaczeniu maszyny liczącej pojawił się w literaturze naukowej dopiero w 1958 roku, w artykule Johna W. Tukeya The Teaching of Concrete Mathematics, opublikowanym w „American Mathematical Monthly”. W tym samym artykule użyto także pojęcia software.

## Kontekst rynku pracy

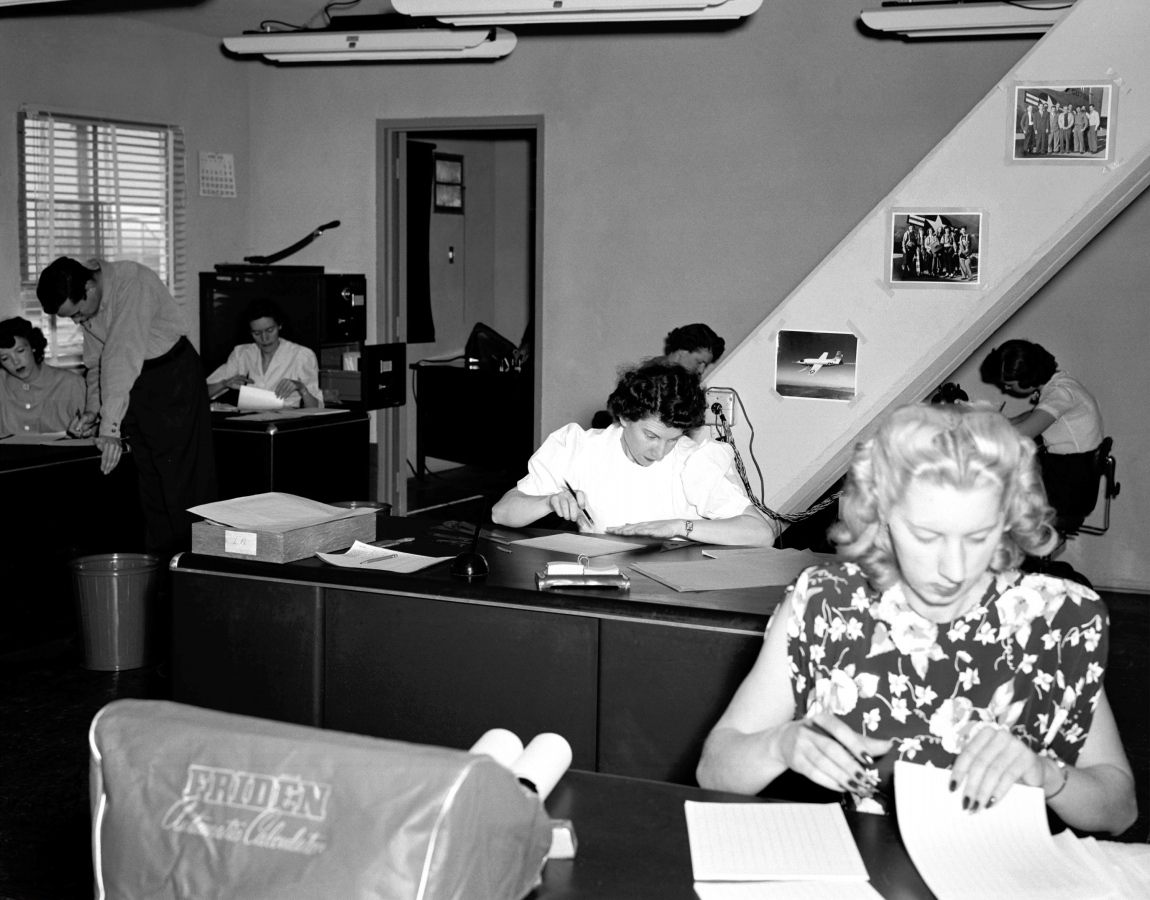
Kobiety podczas obliczeń w "Computer Room" NACA High Speed Flight Station, Dryden Flight Research Center Facilities. Po lewej stronie, od przodu do tyłu, Mary (Tut) Hedgepeth, John Mayer i Emily Stephens. Po prawej stronie, od przodu do tyłu, Lilly Ann Bajus, Roxanah Yancey, Gertrude (Trudy) Valentine (za Roxanah) i Ilene Alexander. .Kalkulator mechaniczny z pokrywą Friden po lewej stroe.

Termin „obliczeniowiec” jako nazwa stanowiska pracy używany był już w czasie I wojny światowej. Określano nim osoby pracujące przy wykonywaniu obliczeń balistycznych i nawigacyjnych. II wojna światowa i zwiększone zapotrzebowanie na zaawansowane obliczenia dotyczące infrastruktury militarnej czy ruchów i stanów oddziałów wojskowych doprowadziły do otwarcia się rynku pracy na wykształcone matematycznie kobiety i upowszechnienie określania ich w języku angielskim „komputerami”.
Ponieważ płace kobiet nie były równe z płacami mężczyzn na tych samych stanowiskach oraz brakowało męskich pracowników, ze względu na ich udział w walce na froncie, przed kobietami otworzyły się nowe możliwości zawodowe. Zjawisko to dotyczyło nie tylko przemysłu, ale także prac wymagających kompetencji technicznych i matematycznych. Kobiety obliczeniowców zatrudniano do rozwiązywania równań przy użyciu mechanicznych kalkulatorów biurowych. Z czasem – po uruchomieniu projektu ENIAC i jemu podobnych – praca zatrudnionych przy nim obliczeniowczyń ewoluowała w kierunku przygotowywania maszyny do wykonywania zadanych obliczeń. Jak pisze Jennifer S. Light, chociaż mogła być to już praca utożsamiana z pracą naukową, odwrotnie jak w przypadku mężczyzn nie mogła być ona przekładana na publikacje naukowe, wystąpienia konferencyjne czy działalność w stowarzyszeniach naukowych. Przykładowo, kobiety pracujące przy ENIAC traktowano jako jedną anonimową grupę (ENIAC girls). Według Wendy Hui Kyong Chun także samo angielskie pojęcie computer miało oznaczać ogólną kategorię anonimowych pracownic wojskowych i rządowych (niekiedy tajnych), które dzięki swoim zdolnościom matematycznym zajmowały się obliczeniami oraz programowaniem pierwszych maszyn liczących.
Memorandum Computing Group Organization działającej w ramach Narodowego Komitetu Doradczego do spraw Aeronautyki z 27 kwietnia 1942 tłumaczyło zapotrzebowanie na pracę obliczeniowczyń koniecznością ograniczenia kosztów i oszczędnością czasu pracy męskich inżynierów. Kobiety zatrudniane na tych stanowiskach, chociaż nierzadko posiadały wysokie kompetencje, miały przede wszystkim asystować mężczyznom, którzy podejmowali główne decyzje merytoryczne. Zadaniem kobiet było przekładanie na język maszyn liczących założeń i zadań wskazywanych przez mężczyzn.
Status Grace Hopper, ważnej postaci historii informatyki, jest na tym tle wyjątkowy. Jako pierwsza kobieta na Uniwersytecie Yale uzyskała stopień naukowy doktora matematyki, a pracując na Uniwersytecie Harvarda w finansowanym przez wojsko Biurze Projektu Wyliczeń Nawigacyjnych, mogła z czasem samodzielnie rozwijać własne zainteresowania i kompetencje informatyczne, w efekcie czego stała się jedną z programistek maszyny cyfrowej Harvard Mark I.